# Czesław Kwieciński
Czesław Kwieciński (Kaunas, Lituania, 20 de enero de 1943) es un deportista polaco de origen lituano retirado especialista en lucha grecorromana donde llegó a ser medallista de bronce olímpico en Múnich 1972.

## Carrera deportiva
En los Juegos Olímpicos de 1972 celebrados en Múnich ganó la medalla de bronce en lucha grecorromana de pesos de hasta 90 kg, tras el luchador soviético Valery Rezantsev (oro) y el yugoslavo Josip Čorak (plata). Cuatro años después, en las Olimpiadas de Montreal 1976 volvió a ganar el bronce en la misma modalidad.